# Notolibellula bicolor
Notolibellula
Genre
Espèce
Notolibellula bicolor, unique représentant du genre Notolibellula, est une espèce de libellules de la famille des Libellulidae (sous-ordre des Anisoptères, ordre des Odonates).

## Répartition
Notolibellula bicolor est endémique d'Australie.

## Description
Dans sa publication de 1977, les auteurs indiquent que la longueur des ailes de cette espèce est de :
- pour le mâle, aile antérieure 30,8 à 32,7 mm ; aile postérieure 29,0 à 30,6 mm ;
- pour la femelle, aile antérieure 33,6 mm ; aile postérieure 31,8 mm ;

## Classification
L'espèce Notolibellula bicolor a été décrite en 1977 par Günther Theischinger (d) et John Anthony Linthorne Watson (d),.

## Publication originale
- (en) G. Theischinger et J. A. L. Watson, « Notolibellula bicolor, a New Libelluline Dragonfly from Northern Australia (Odonata: Libellulidae) », Australian Journal of Entomology, Wiley-Blackwell, vol. 16, no 4,‎ janvier 1978, p. 417-420 (ISSN 1326-6756 et 1440-6055, DOI 10.1111/J.1440-6055.1977.TB00132.X, lire en ligne).